# Свобода (Арзамасский район)
Свобо́да — посёлок в Арзамасском районе Нижегородской области. Входит в состав Кирилловского сельсовета.

## География
Посёлок находится в лесной зоне, на расстоянии 9,5 км к северо-востоку от города Арзамас, административного центра района.

### Часовой пояс
Посёлок Свобода, как и вся Нижегородская область, находится в часовой зоне МСК (московское время). Смещение применяемого времени относительно UTC составляет +3:00.

## Население
| 2002 | 2010 |
| ---- | ---- |
| 15   | ↘3   |

## Улицы
В посёлке имеется одна улица — Лесная.